# Авторское право в Китае
Авторское право Китайской Народной Республики основывается на Законе КНР об авторском праве, новая измененная редакция которого вступила в силу с 1 апреля 2010 г.

## История
Несмотря на то, что понятие авторского права существовало ещё в законодательстве Гоминьдана (Закон об авторском праве 1928 г.), но после 1949 г. законы, принятые Гоминьданом, утрачивают свою силу. Становление современного института авторского права в КНР начинается в 80-х годах. Особенно большое влияние на этот процесс оказало присоединение КНР к Всемирной организации интеллектуальной собственности в 1980 г. В принятых в 1986 г. Общих положениях гражданского права были включены статьи об авторском праве и интеллектуальной собственности. Закон об авторском праве 1990 г. (вступил в силу с июня 1991 г.) и Положение о порядке применения Закона об авторском праве 1992 г. закрепили институт авторского права в КНР.
В 1992 г. Китай присоединился к Всемирной конвенции об авторском праве и к Бернской конвенции об охране литературных и художественных произведений.

## Цель авторского права
Статья 1 Закона об авторском праве определяет его цель как «защиту авторского права и связанных с ним интересов создателей произведений литературы, искусства и научного творчества, поощрения создания и распространения произведений, полезных для строительства социалистической духовной и материальной цивилизации, содействия развитию и процветанию социалистической культуры и науки». Интересно, что юридическое определение «социалистической духовной цивилизации» ни в одном нормативно-правовом акте КНР не встречается.

## Объекты авторского права
Авторское право распространяется на произведения граждан, юридических лиц и иных организаций КНР, вне зависимости от того, обнародованы данные произведения или нет.
К произведениям, охраняемым авторским правом относятся:
1) письменные работы;
2) устные работы;
3) работы в области музыки, драматического искусства, эстрадного искусства, хореографии и акробатики;
4) работы в сфере изобразительного искусства и архитектуры
5) фотографии;
6) работы в области кинематографии и работы созданные путём близким к кинематографии
7) чертежи конструкторских расчётов, конструкции изделий, карты, скетчи, другие графические работы, а также модели;
8) компьютерное обеспечение;
9) другие работы, о которых говорится в законах и административных правилах

## Права автора
Согласно Закону автору принадлежат личные неимущественные права и права имущественного характера, которые могут быть переданы.
К личным правам автора относятся: право обнародования, право авторства, право на внесение изменений, право на охрану неприкосновенности произведений, право распространения, право воспроизведения, etc.

## Авторские права иностранцев
Авторское право КНР распространяется на произведения иностранных граждан, если они впервые были опубликованы на территории КНР. Находятся под защитой Закона и произведения авторов, относящихся к государствам, не имеющим соглашения с КНР и не участвующим в международных конвенциях вместе с КНР, но впервые опубликовавших своё произведение в государстве, которое участвует в международной конвенции вместе с КНР.

## Ограничение прав
В отдельных случаях допускается использование произведений без разрешения правообладателя и без выплаты вознаграждения (при условии, что указано имя автора и соблюдены другие его права). К таким случаям, например, относятся.:
- использование обнародованных произведений государственными органами в целях выполнения своих обязанностей;
- воспроизведение произведений, находящихся в коллекциях библиотек, архивов, музеев в целях экспонирования или в связи с необходимостью сохранения;
- бесплатное исполнение обнародованных произведений, если за исполнение с публики не взимается плата, а исполнителю не выплачивается вознаграждение;
- издание в КНР переводов на языки национальных меньшинств письменных произведений, созданных на китайском языке или обнародованных гражданами, юридическими лицами или иными организациями КНР;
- переиздание обнародованных произведений в качестве изданий для слепых.

Также Закон предусматривает использование произведений в образовательных целях. Если автором заранее не указана недопустимость такого использования, при публикации образовательных материалов, создаваемых «в целях реализации девятилетней системы образования и государственного плана образования», допускается включение в данные материалы  ранее обнародованных отрывков произведений без разрешения правообладателя, но при этом автору гарантируется выплата вознаграждения.

## Срок действия
Срок охраны прав на указание авторства, на внесение изменений и на охрану неприкосновенности произведений неограничен. Остальные права (имущественные) подлежат охране при жизни автора и в срок 50 лет после его смерти.
В случае если произведение создано в соавторстве, срок охраны прав заканчивается 31 декабря на 50-й год после смерти последнего из соавторов произведения.
Если произведение принадлежит юридическому лицу, то устанавливается срок в 50 лет после первого обнародования произведения.

## Ответственность за нарушение авторского права
За нарушением авторского права может последовать привлечение к гражданской, административной или же уголовной ответственности. К мерам гражданской ответственности относятся прекращение противоправных действий, ликвидация последствий, принесение извинений и компенсация ущерба (в размере до 500 000 юаней).
Споры, связанные с нарушением авторских прав, могут разрешаться путём согласования; кроме того, допускается обращение в арбитраж.